# Germano-bálticos

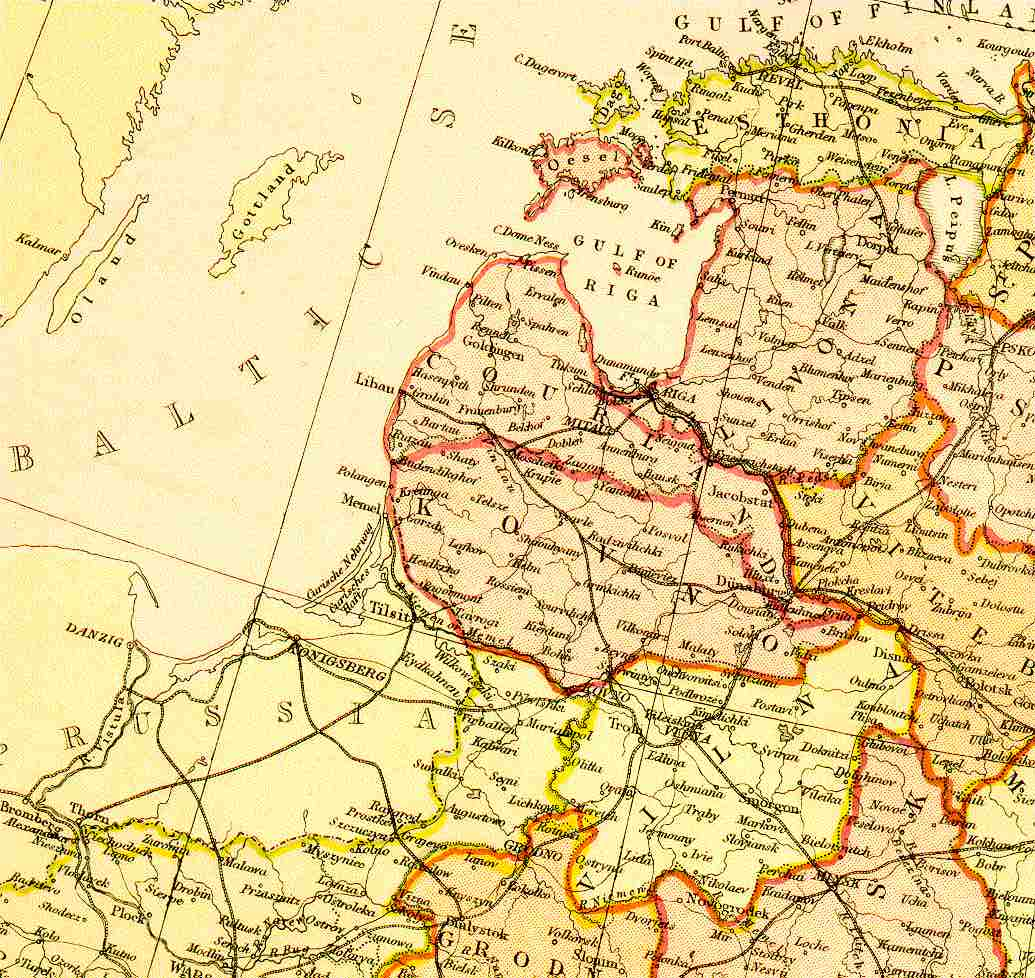
Mapa de 1882 da região germano-báltica

Os germano-bálticos (em língua alemã Deutsch-Balten, Deutschbalten, por vezes Baltendeutsche) são uma etnia germânica que habita a costa oriental do Mar Báltico, na zona que hoje forma a Estónia e a Letónia.

## Territórios
No padrão da colonização germânica do Báltico, esta área consistia nos seguintes territórios:
- Estlândia ou Estónia (em latim: Estonia), que corresponde grosso modo à metade norte da Estónia de hoje; principais cidades: Reval (Tallinn), Narwa (Narva).
- Livlândia ou Livónia (em latim: Livonia), aproximadamente a metade sul do que é hoje a Estónia e a metade norte do que é hoje a Letónia; principais cidades: Riga, Dorpat (Tartu).
- Curlândia ou Curónia (em latim: Couronia; em inglês: Courland), corresponde aproximadamente à metade sul do que é hoje a Letónia; principais cidades: Mitau (Jelgava), Windau (Ventspils), Libau (Liepāja).
- Ilha de Ösel (Saaremaa), hoje da Estónia; principal cidade: Arensburg (Kuressaare).

## Germano-bálticos notáveis
- Adolph Alfred Stern, educador, arquiteto, engenheiro
- Karl Ernst von Baer, biólogo
- Michael Andreas Barclay de Tolly, marechal de campo e Ministro da Guerra (Rússia)
- Fabian Gottlieb von Bellingshausen, almirante e explorador naval (Rússia)
- Alexander von Benckendorff, general e estadista (Rússia)
- Konstantin von Benckendorff, general e diplomata (Rússia)
- Carlos Berg ou Friedrich Wilhelm Karl Berg, zoólogo argentino
- August Johann Gottfried Bielenstein, linguista, etnógrafo e teólogo
- Johann Christoph Brotze, pedagogo e etnógrafo
- Georg Dehio, historiador de arte
- Kaspar von Dönhoff, Reichsfürst Imperial e diplomata polaco
- Heinz Erhardt, comediante, músico, entertainer e actor
- Johann Friedrich von Eschscholtz, botânico e naturalista
- Gregor von Helmersen, geólogo
- Immanuel Kant, filósofo
- Alexander Keyserling, geólogo, paleontólogo
- Lionel Kieseritzky, mestre xadrezista
- Otto von Kotzebue, oficial da marinha e explorador (Rússia)
- Adam Johann von Krusenstern, almirante e explorador naval (Rússia)
- Ernst Gideon Freiherr von Laudon, marechal de campo e comandante-chefe das forças armadas (Áustria)
- Heinrich Lenz, físico
- Evgenii Miller, general e contrarrevolucionário (Rússia)
- Karl Nesselrode, diplomata e estadista
- Alexander von Oettingen, teólogo
- Wilhelm Ostwald, químico
- Johann Patkul, nobre da Livónia
- Alexander Pilar von Pilchau, pintor
- Wolter von Plettenberg, mestre da ordem da Livónia
- Georg Wilhelm Richmann, físico
- Alfred Rosenberg, "filósofo" do partido nazi julgado no Julgamento de Nuremberga
- Thomas Johann Seebeck, físico
- Jakob von Uexküll, biólogo, semiótico
- Roman von Ungern-Sternberg, comandante das Forças Bracas Russas, senhor da guerra
- Edgar von Wahl, criador do Interlingue
- Peter P. von Weymarn, químico
- Gero von Wilpert, escritor
- Ferdinand von Wrangel, almirante e explorador naval (Rússia)
- Peter von Wrangel, militar, líder do Movimento Branco no sul da Rússia
- Patriarca Alexius II, Patriarca de Moscovo e de toda a Rússia, chefe da Igreja Ortodoxa Russa
- Magnus von Behm